# Rengas Pitu
Rengas Pitu is een bestuurslaag in het regentschap Ogan Komering Ilir van de provincie Zuid-Sumatra, Indonesië. Rengas Pitu telt 420 inwoners (volkstelling 2010).